# Xenillus clypeator
Xenillus clypeator är en kvalsterart som beskrevs av André Jean Baptiste Robineau-Desvoidy 1839. 
Xenillus clypeator ingår i släktet Xenillus och familjen Xenillidae. Inga underarter finns listade i Catalogue of Life.